# ʄ
Cette page contient des caractères spéciaux ou non latins. S’ils s’affichent mal (▯, ?, etc.), consultez la page d’aide Unicode.
Le j sans point barré crosse ou f culbuté crosse, (minuscule : ʄ) est une lettre additionnelle de l’écriture latine qui est utilisée dans l’alphabet phonétique international.

## Utilisation
Dans l’alphabet phonétique international, [ʄ] représente une consonne occlusive injective palatale. Le symbole est adopté à la suite de la convention de Kiel en 1989 et est composé d’un j sans point barré (aussi appelé f culbuté) ‹ ɟ › et d’une crosse (indiquant la prononciation implosive).

## Représentations informatiques
Le j sans point barré crosse peut être représentée avec les caractères Unicode (Alphabet phonétique international) suivants :
| formes    | représentations | chaînes de caractères | points de code | descriptions                                      |
| --------- | --------------- | --------------------- | -------------- | ------------------------------------------------- |
| minuscule | ʄ               | ʄ                     | U+0284         | lettre minuscule latine j sans point barré crosse |